# عبد الله بن نور الله البحراني
الشيخ عبد الله بن نور الله البحراني الأصفهاني. هو رجل دين ومحدث شيعي بحراني من تلامذة محمد باقر المجلسي، ولم تفصل كتب السير والتراجم الحديث عن سيرته وحياته غير أنه مشهور بتأليف موسوعة عوالم العلوم. وقد ذكر محسن الأمين اسم البحراني في موسوعته أعيان الشيعة بقوله: الشيخ عبد الله بن نور الدين البحراني وليس نور الله، ولم يذكر شيئاً إلا كونه تلميذاً للمجلسي، وذاكراً موسوعته العوالم.

## مؤلفاته
- عوالم العلوم والمعارف والأحوال من الآيات والأخبار والأقوال. مقسم على مائة كتاب في مائة وتسعة وعشرين جزءاً،[1] ويحكي أحمد الحسيني في كتابه تلامذة المجلسي نقلاً عن الفيض القدسي لحسين النوري أن هذا الكتاب أخذه البحراني من بحار الأنوار كتاب أستاذه المجلسي مع تنظيم دقيق، وقد انتقد عليه جماعة واعتبروا كتابه تحويرا شائناً عن البحار.[3]